# Necrophila americana
Necrophila americana – gatunek chrząszcza z rodziny omarlicowatych.
Chrząszcz o ciele długości od 13,8 do 20 mm (wg innego źródła od 12 do 22 mm). Charakteryzuje się żółtym przedpleczem, zwykle z czarną plamą pośrodku. Powierzchnię przedplecza pokrywają nadzwyczaj delikatne, podłużne punkciki i zmarszczki. Głowę, odnóża i spód ciała ma czarne. Na każdej pokrywie występują trzy żeberka i rzędy nieregularnych guzków, często z nimi połączone i określane jako żeberka poprzeczne. Barwa pokryw jest brązowawoczarna do czarnej, u samic zwykle z żółtymi wierzchołkami. U samców pokrywy są na końcach zaokrąglone, natomiast u samic lekko wyciągnięte.
Larwy są czarne lub ciemnobrązowe, czasem z jasnobrązowym paskiem na grzbiecie. Czułki mają o drugim człon z płytką lub płytkami w części zmysłowej i podobnej długości jak trzeci. Tergit przedtułowia nie jest na przedzie wykrojony. Ich urogomfy są wyraźnie dwuczłonowe.
Larwy jak i imagines żerują na padlinie i występujących na niej larwach muchówek i innych chrząszczy. Cykl rozwojowy trwa 10 do 12 tygodni. Zimują owady dorosłe.
Owad nearktyczny. Rozprzestrzeniony od południowo-wschodniej Kanady po wschodni Teksas i Florydę.